# Gaëlle Blouin

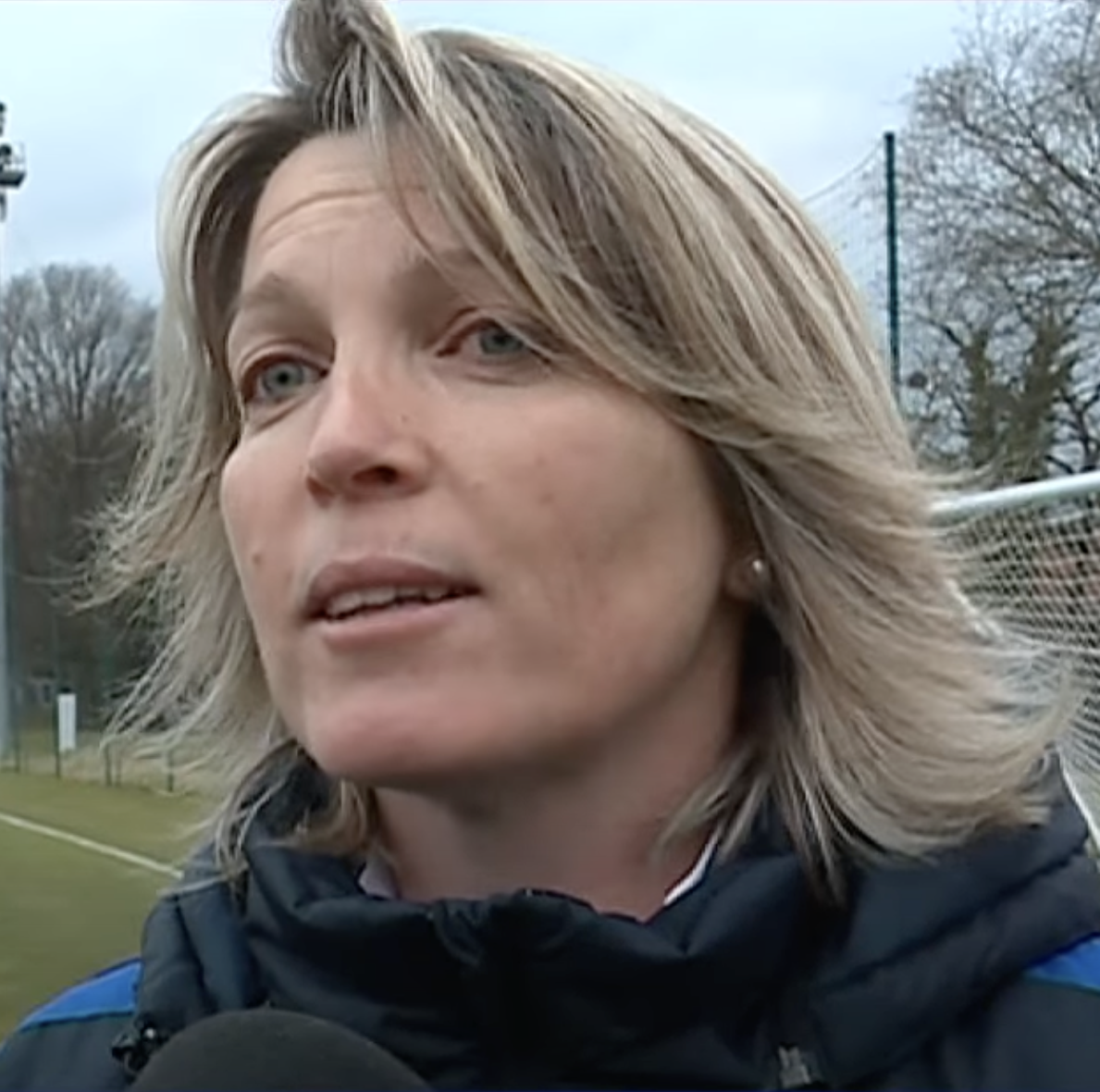
Gaëlle Blouin, 2017

Gaëlle Blouin (* 14. August 1972 in Nantes) ist eine ehemalige französische Fußballspielerin. Aktuell arbeitet sie als Trainerin im Frauenfußball.

## Vereinskarriere
Gaëlle Blouin spielte als Jugendliche zunächst beim OC Saint-Herblain, dessen Frauenelf in den 1980er Jahren, noch unter dem Namen AS Gagnerie, im mittleren Westen Frankreichs eine gute Rolle spielte, ohne jemals überregional zu reüssieren. Dort wurde sie auch erstmals in die französische Nationalauswahl berufen (siehe unten). Ob Blouin 1991 – möglicherweise in Zusammenhang mit ihrem Schulabschluss – vorübergehend mit dem Vereinsfußball aufgehört hat, ist aus den verwendeten Quellen nicht zweifelsfrei zu entnehmen. Ab Sommer 1992 gehörte sie jedenfalls dem Frauenteam von Toulouse Olympique Mirail an, das der landesweiten ersten Spielklasse, dem Championnat National 1 A, angehörte, die gerade ihre Debütsaison erlebte. Nur sechs Monate später wechselte die Mittelfeldspielerin in ihre Herkunftsregion zurück und spielte beim seinerzeitigen Zweitdivisionär ESOF La Roche. Nach anderthalb Jahren verließ sie die Vendée wieder und trug fortan den Dress des Toulouse Olympique Aérospatial Club.
Der TOAC war zu diesem Zeitpunkt in die höchste Spielklasse aufgestiegen und beendete Blouins erste dortige Saison gleich als Vizemeister. Auch in den folgenden Saisons stand Toulouse nie schlechter als auf dem dritten Rang der Abschlusstabelle. In dieser Zeit wuchs dort eine Frauenmannschaft zusammen, die sich um Spielerinnen wie Anne Zenoni, die Schwestern Marie-Ange und Marie-Joëlle Kramo, Élodie Woock, Céline Marty und eben auch Gaëlle Blouin bildete und die sich später auch noch durch Sabrina Viguier oder Lilas Traïkia weiter verstärkte. 1999 gewann der TOAC zum ersten Mal den Landesmeistertitel, den er in den folgenden beiden Jahren jeweils verteidigte. 2001 wechselte die Frauenfußballabteilung geschlossen zum finanzstärkeren Lokalrivalen Toulouse FC, und unter den neuen Vereinsfarben gewann Blouin nicht nur ihre vierte Meisterschaft in Folge, sondern setzte sich zusammen mit ihren Kameradinnen auch im 2001/02 erstmals ausgetragenen Pokalwettbewerb um den Challenge de France durch; der TFC wurde dadurch zum ersten Doublé-Gewinner in Frankreichs Frauenfußballgeschichte.
In dieser „Erfolgssaison“ stießen Toulouses Frauen auch im Europapokal bis in das Halbfinale vor, in dem sie auf den 1. FFC Frankfurt trafen. Beim Hinspiel vor eigenem Publikum, in dem der „Téfécé“ mit 1:2 unterlag, fehlte Blouin aufgrund einer Sperre, die ihre gelb-rote Karte beim Viertelfinalsieg über die Arsenal Ladies nach sich gezogen hatte. Im Rückspiel gegen die Deutschen konnte TFC-Erfolgstrainer Jean-Pierre Bonnet sie wieder einsetzen; aber auch ihr gelang es nicht, zu verhindern, dass das torlose Remis weitergehenden Hoffnungen der Französinnen ein Ende bereitete.
Am Ende der folgenden Saison 2002/03 stand der Toulouse FC wiederum an der Tabellenspitze der Division 1, brach in der anschließenden Meisterrunde der vier besten Teams allerdings leistungsmäßig völlig ein und beendete die Spielzeit nur als Viertplatzierter. Anschließend beendete Gaëlle Blouin, kurz vor ihrem 31. Geburtstag, ihre Karriere auf höchstem Niveau.

### Stationen
- AS Gagnerie/OC Saint-Herblain (bis 1991)
- Toulouse Olympique Mirail (Juni bis Dezember 1992)
- ESOF La Roche (Januar 1993–Juni 1994)
- Toulouse OAC (1994–2001)
- Toulouse FC (2001–2003)

## In der Nationalelf
Gaëlle Blouin war erst 18 Jahre alt, als der damalige Nationaltrainer Aimé Mignot ihr zu ihrem ersten A-Länderspiel, das gegen die USA 0:4 verloren ging, verhalf. Dabei stand die Debütantin über die gesamte Spieldauer – seinerzeit waren das noch 80 Minuten – auf dem Rasen. Es dauerte dann nahezu acht Jahre, ehe sie unter Mignots Nachfolgerin Élisabeth Loisel erneut im blauen Nationaldress eingesetzt wurde. Ab diesem Zeitpunkt (Februar 1999) war Blouin allerdings unverzichtbare Stammspielerin und brachte es bis zum Juni 2002 insgesamt auf 41 A-Länderspiele, in denen sie für Frankreich auch vier Treffer markierte. Dabei wurde sie bei Bedarf auch wiederholt in der Abwehrreihe eingesetzt.
Sie gehörte bei der Europameisterschaftsendrunde 2001 nicht nur unangefochten zum französischen Aufgebot, sondern bestritt bei dem Turnier in Deutschland auch alle drei Vorrundenspiele der Bleues, wobei sie gegen Norwegen eingewechselt wurde, in den beiden folgenden Begegnungen hingegen jeweils in der Startelf stand. In der für das Weiterkommen bereits vorentscheidenden zweiten Partie gegen die Däninnen erzielte Gaëlle Blouin kurz vor dem Spielende mit einem Schuss aus 20 Metern Distanz das 3:3, aber Dänemark drehte das Resultat in den verbleibenden Minuten noch, so dass Frankreichs Frauen trotz des anschließenden Siegs über Italien vorzeitig ausschieden.
Auch an der ersten erfolgreichen Qualifikation Frankreichs für eine Weltmeisterschaftsendrunde (2003) war sie noch in sämtlichen sechs Gruppenspielen beteiligt. In den folgenden Relegationsspielen gegen Dänemark und England hingegen fehlte sie ebenso wie im endgültigen französischen WM-Kader.
Blouin hat auch gegen Kontrahentinnen aus dem deutschsprachigen Raum gespielt, und zwar jeweils 1999 gegen
Österreich – in dieser Begegnung schoss sie ihre Französinnen mit 2:1 in Führung –, Deutschland und die Schweiz; gegen Letztere stand sie 2001 ein weiteres Mal auf dem Rasen.

## Leben nach der Zeit als Spielerin
Nach Beendigung ihrer aktiven Karriere ist Gaëlle Blouin dem Frauenfußball und dem Südwesten Frankreichs verbunden geblieben und hat eine Trainerinnenausbildung absolviert. In dieser neuen Rolle – nicht mehr auf, sondern neben dem Spielfeld – ist sie als Angestellte der dortigen regionalen Untergliederung des Landesverbands FFF für die C-Jugend-Auswahl der Midi-Pyrénées verantwortlich. Diese Mädchen hat sie im Frühjahr 2010 im nationalen Pokalwettbewerb des entsprechenden Jahrgangs (heutzutage als U-15 bezeichnet) in das frankreichweite Endrundenturnier geführt. Sie ist inzwischen verheiratet und trägt den Nachnamen Blouin-Dumas.
Eine Ehrung der besonderen Art wurde ihr 2014 zuteil, als Frankreichs Rekordnationalspielerin Sandrine Soubeyrand sie in ihrer persönlichen Auswahl der besten französischen Spielerinnen aller Zeiten (équipe type) auf der defensiven Mittelfeldposition benannte.

## Palmarès
- Französische Meisterin: 1999, 2000, 2001, 2002 (und Vizemeisterin 1995, 1997)
- Französische Pokalsiegerin: 2002
- 41 A-Länderspiele, 4 Tore für Frankreich